# Бутугичаг
61°19′00″ пн. ш. 149°11′20″ сх. д. / 61.31666667° пн. ш. 149.18888889° сх. д.
Бутугичаг (рос. Бутугычаг) — виправно-трудовий табір, входив як окремий табірний підрозділ до Теньлагу. Табір існував у 1937–1955 роках на території Колимському краю північного сходу Росії (пізніше Магаданської області). Відомий своїми смертельними урановими рудниками. До складу Бутугичагу входило кілька окремих табірних пунктів: ОТП «п/я № 14», «Дизельний», «Центральний», «Коцуган», «Сопка» і «Вакханка».

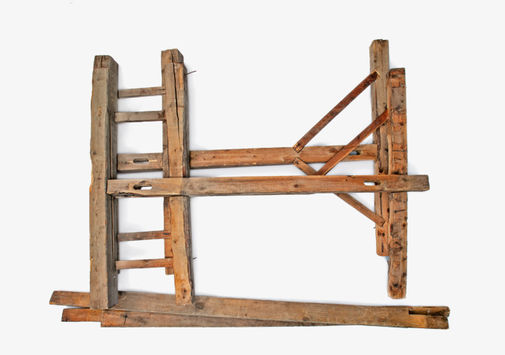
Частини дерев'яних нар, шахта Бутугичаг (регіон Колима), 1940-і роки. На подібних дерев'яних нарах спало зазвичай чотири, а іноді і більше ув'язнених.

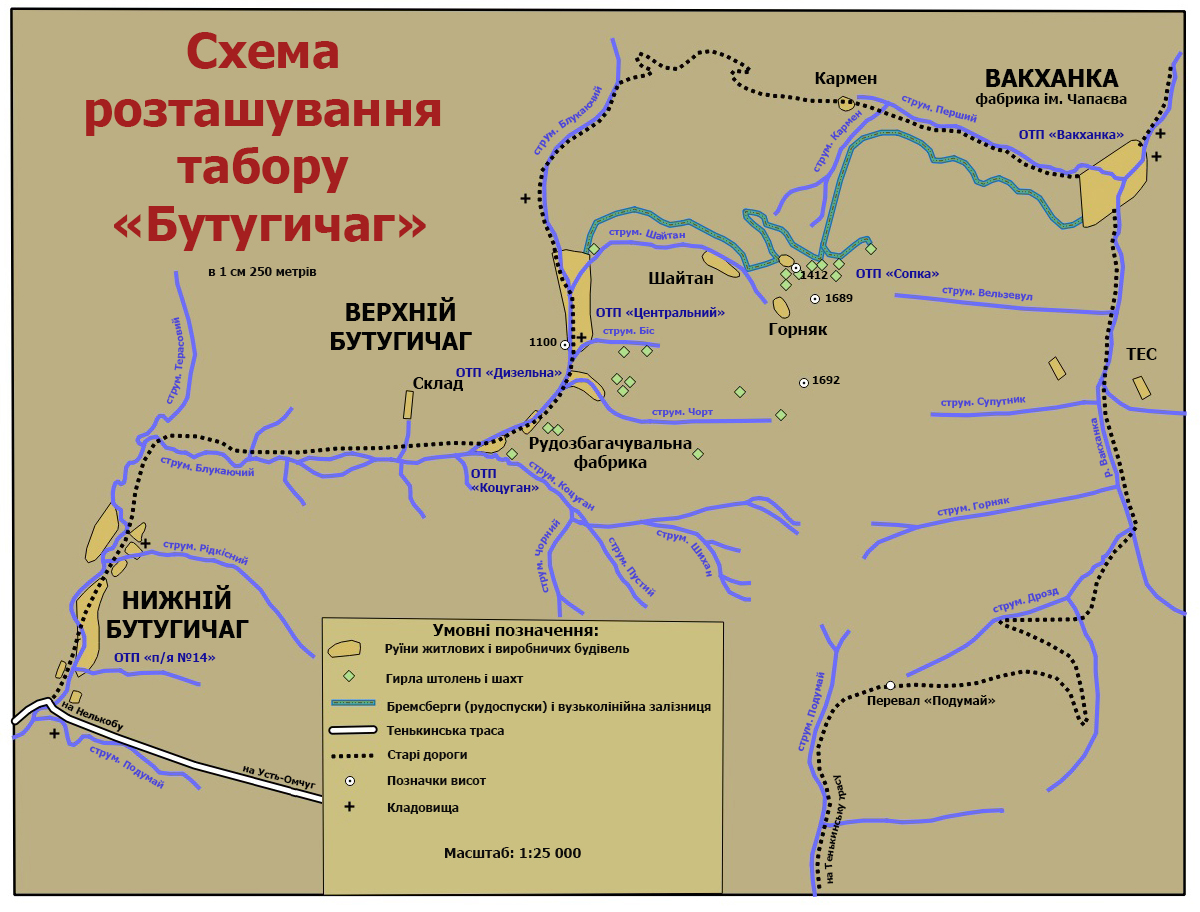
Схема табору Бутугичаг.

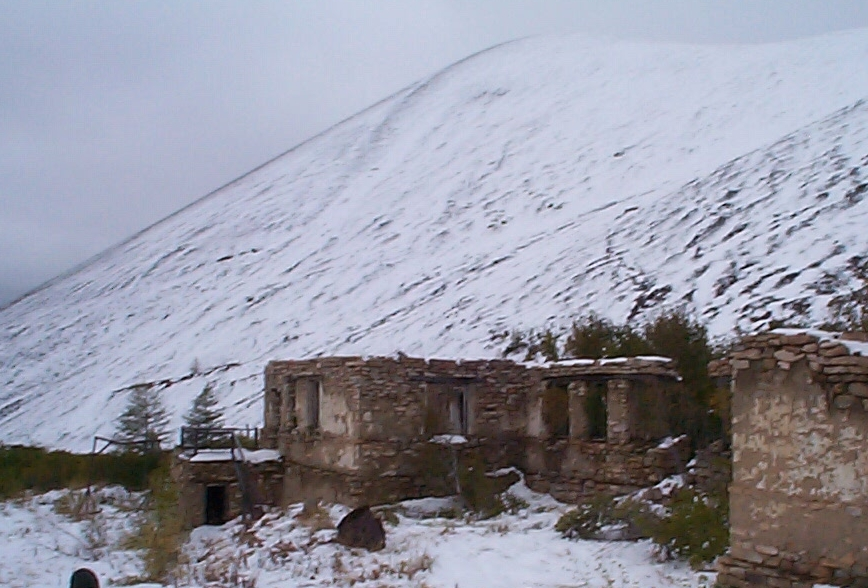
Залишки олов'яного рудника в Бутугичазі.

Спочатку табір входив до складу Південного гірничопромислового управління Дальбуду (рос. Дальстрой). Основний вид діяльності — видобуток олова, збагачувальна фабрика уранової руди. 80% робочої сили складали ув'язнені (на 1938 рік їх загальне число мало становити 1146 осіб). Збагачувальна фабрика імені Чапаєва на 1 лютого 1950 року підпорядковувалася Тенькинському гірничопромисловому управлінню, на 1 жовтня 1950 року — входила до складу комбінату Бутугичаг. Станом на 1 січня 1950 року табірне відділення налічувало 2243 особи. Рудник ліквідовано наказом начальника Дальбуду Івана Митракова від 31 січня 1955 року. Остаточно Бутугичаг був закритий до кінця травня 1955 року.
У місцевому фольклорі територія табору знана як Долина смерті. Така назва була дана Бутугичагу місцевими кочовими племенами, які займалися розведенням оленів у цьому районі. Кочуючи вздовж річки Детрін, вони наткнулися на величезне поле, заповнене людськими черепами й кістками. Невдовзі після цього їх олені захворіли на загадкову хворобу, першим симптомом якої була втрата хутра на ногах, за чим згодом слідувала неспроможність тварин ходити.
На початку 1950-х років у ОТП «Коцуган» зустрілися засуджені письменники Яків Якір, Натан Лур'є і поет Анатолій Жигулін. У 1988 році була видана автобіографічна повість Жигуліна «Чорні камені», де також описується життя і побут ув'язненого поета у виправно-трудовому таборі Бутугичаг.